# István Bujtor
Dans le nom hongrois Bujtor István, le nom de famille précède le prénom, mais cet article utilise l’ordre habituel en français István Bujtor, où le prénom précède le nom.
István Bujtor est un acteur, réalisateur, scénariste et producteur hongrois né le 5 mai 1942 et mort le 25 septembre 2009.

## Filmographie

### À la télévision
- 1972 : Les Évasions célèbres,  épisode Le Joueur d'échecs : Maelzel
- Szomszédok

### Au cinéma
- 1970 : Agnus Dei
- 1968 : Silence et Cri : Kovács II.
- 1969 : Sirocco d'hiver : Tarro
- 1969 : Dis-moi bonjour : Valkó László
- 1970 : La Belle et le Vagabond (Szép lányok, ne sírjatok!) de Márta Mészáros
- 1971 : Tiens-toi aux nuages (Держись за облака) de Péter Szász et Boris Grigoriev : Timóth Zsiga
- 1979 : Rhapsodie hongroise I et II :  Héderváry
- 1981 : A Pogany Madonna : Csöpi Ötvös
- 1985 : David, Thomas et les autres : Dukay